# Distrito de Gönc
El distrito de Gönc (húngaro: Gönci járás) es un distrito húngaro perteneciente al condado de Borsod-Abaúj-Zemplén.
En 2013 tenía 18 899 habitantes. Su capital es Gönc.

## Municipios
El distrito tiene 2 ciudades (en negrita) y 30 pueblos (población a 1 de enero de 2012):
- Abaújalpár (76)
- Abaújkér (667)
- Abaújszántó (3088)
- Abaújvár (206)
- Arka (73)
- Baskó (183)
- Boldogkőújfalu (544)
- Boldogkőváralja (1084)
- Felsődobsza (882)
- Fony (343)
- Gibárt (374)
- Golop (523)
- Gönc (1951) – la capital
- Göncruszka (623)
- Hejce (268)
- Hernádbűd (135)
- Hernádcéce (210)
- Hernádszurdok (178)
- Hidasnémeti (1062)
- Kéked (171)
- Korlát (295)
- Mogyoróska (78)
- Pányok (47)
- Pere (333)
- Regéc (100)
- Sima (25)
- Tállya (1905)
- Telkibánya (555)
- Tornyosnémeti (445)
- Vilmány (1348)
- Vizsoly (786)
- Zsujta (164)